# الخلوه الشرقية (أسلم)

تعديل مصدري - تعديل

الخلوة الشرقية هي إحدى قرى عزلة أسلم الشام بمديرية أسلم التابعة لمحافظة حجة، بلغ تعداد سكانها 183 نسمة حسب تعداد اليمن لعام 2004.